# Кедр європейський (Чернівці, вул. Стрийська)
Кедр європе́йський — ботанічна пам'ятка природи місцевого значення в Україні. Розташована в межах міста Чернівці, вулиця Стрийська, 62. 
Площа 0,01 га. Статус надано згідно з рішенням виконавчого комітету Чернівецької обласної ради народних депутатів від 17 березня 1992 року № 72. Перебуває у віданні: ПП «Регіон-Центр». 
Статус надано з метою збереження окремого дерева сосни кедрової європейської (Pinus cembra), яка занесена до Червоної книги України.